# Peter T. Brown
Peter T. Brown (Oxford, ...) è un attivista britannico naturalizzato statunitense, esponente del mondo del software libero.
Fu direttore esecutivo della Free Software Foundation dal 2005 all'inizio del 2011.

## Biografia
Dopo aver studiato gestione e finanza aziendale, nel 2001 iniziò a collaborare con l'organizzazione in qualità di contabile finché nel 2005 fu promosso al ruolo di direttore esecutivo dopo la dipartita di Bradley Kuhn. Egli fu sostituito da John Sullivan.  Da allora entrò a far parte della Software Freedom Conservancy nella veste di direttore e tesoriere.
In precedenza, Brown si occupò di controllo dei costi della FSF e diresse il GPL Compliance Lab. Inoltre, fu direttore della rivista New Internationalist,  collaborando anche con la BBC Radio di Londra.
Nell'agosto 2017 acquisì la cittadinanza statunitense.